# 麗春花 (中嶋美智代單曲)
《麗春花》（日语：ひなげし）是日本女歌手中嶋美智代的個人總計第2張單曲。1991年4月17日由Pony Canyon發行。

## 解說
標題曲「麗春花」於中嶋出道當年（1991年）獲富士電視台電視動畫《亂馬1/2 熱鬥篇》選為第5代片尾主題曲使用（使用時間從1991年4月5日（第70話）至同年10月25日（第99話）為止）。並在初回版的特典中有附贈中嶋的寫真集（單曲CD尺寸的小冊子）。
後來，「麗春花」有收錄在中嶋她的首張專輯《中嶋》裡，並因專輯發行之後曾經創下Oricon第14名的最高排名記錄。另一方面，1992年10月21日發行的動畫CD原聲帶《亂馬1/2 格鬥歌牌》收錄了角色歌曲的翻唱版本，由紅翼的聲優山田榮子主唱（該版本在發行原聲帶之前，角色紅翼於《亂馬1/2 熱鬥篇》第136話再度登場時有在劇情中獻唱）。

## 收錄歌曲
1. 麗春花（ひなげし）
  - 作詞、作曲：遠藤京子（日语：遠藤響子），編曲：武部聰志（日语：武部聡志）
  - 富士電視台電視動畫《亂馬1/2 熱鬥篇》片尾主題曲
2. - 作詞：小倉惠，作曲：都志見隆（日语：都志見隆），編曲：新川博（日语：新川博）